# محافظة شفينتوكشيسكي
شفينتوكشيسكي او "محافظة الصليب المقدس" (بالبولندية: województwo świętokrzyskie) هي واحدة من 16 محافظة التي تتكون منها جمهورية بولندا، وفقا للتقسيم الإداري لعام 1998.مساحتها 11.672 كيلومتر مربع ويبلغ عدد سكانها 1٬291٬000 (2004). مقسمة إلى 13 مقاطعة.